# UCI ProSeries
UCI ProSeries är en serie tävlingar i landsvägscykling under Internationella cykelunionen (UCI). Serien ligger på nivån under UCI World Tour och innefattar såväl endagslopp (kategori 1.Pro) som etapplopp (kategori 2.Pro). Den infördes 2020 som ersättning för tävlingar i de kontinentala seriernas HC-kategorier. Det första året bestod UCI ProSeries av 54 lopp, varav även en del lopp som 2019 kategoriserades som 1.1 eller 2.1 inkluderats, utöver de tidigare loppen i kategorierna 1.HC och 2.HC. I och med införandet av ProSeries finns det sedan 2020 tre huvudnivåer i UCI:s landsvägstävlingshierarki:
- UCI World Tour
- UCI ProSeries
- UCI Continental Circuits (UCI Africa Tour, UCI America Tour, UCI Asia Tour, UCI Europe Tour och UCI Oceania Tour)

## Ingående lopp
| Tävling                          | Kategori | 2020 | 2021 | 2022 | 2023 | 2024 | 2025 |
| -------------------------------- | -------- | ---- | ---- | ---- | ---- | ---- | ---- |
| Volta a la Comunitat Valenciana  | 2.Pro    | X    | X    | X    | X    | X    | X    |
| Tour of Oman                     | 2.Pro    | o    | o    | X    | X    | X    | X    |
| Clásica de Almería               | 2.Pro    | X    | X    | X    | X    | X    | X    |
| Figueira Champions Classic       | 1.Pro    | —    | —    | —    | —    | X    | X    |
| Volta ao Algarve                 | 2.Pro    | X    | X    | X    | X    | X    | X    |
| Vuelta a Andalucía               | 2.Pro    | X    | X    | X    | X    | X    | X    |
| Ardèche Classic                  | 1.Pro    | X    | X    | X    | X    | X    | X    |
| Drôme Classic                    | 1.Pro    | X    | X    | X    | X    | X    | X    |
| Kuurne-Bryssel-Kuurne            | 1.Pro    | X    | X    | X    | X    | X    | X    |
| Trofeo Laigueglia                | 1.Pro    | X    | X    | X    | X    | X    | X    |
| Nokere Koerse                    | 1.Pro    | o    | X    | X    | X    | X    | X    |
| Milano-Turin                     | 1.Pro    | X    | X    | X    | X    | X    | X    |
| Grand Prix de Denain             | 1.Pro    | o    | X    | X    | X    | X    | X    |
| Bredene Koksijde Classic         | 1.Pro    | o    | X    | X    | X    | X    | X    |
| GP Miguel Indurain               | 1.Pro    | o    | X    | X    | X    | X    | X    |
| Scheldeprijs                     | 1.Pro    | X    | X    | X    | X    | X    | X    |
| Brabantse Pijl                   | 1.Pro    | X    | X    | X    | X    | X    | X    |
| Tour of the Alps                 | 2.Pro    | o    | X    | X    | X    | X    | X    |
| Turkiet runt                     | 2.Pro    | —    | X    | X    | —    | X    | X    |
| Grand Prix du Morbihan           | 1.Pro    | o    | X    | X    | X    | X    | X    |
| Tro Bro Leon                     | 1.Pro    | o    | X    | X    | X    | X    | X    |
| Classique Dunkerque              | 1.Pro    | —    | —    | —    | —    | —    | X    |
| Dunkerques fyradagars            | 2.Pro    | o    | o    | X    | X    | X    | X    |
| Ungern Runt                      | 2.Pro    | —    | —    | —    | X    | X    | X    |
| Tour of Norway                   | 2.Pro    | o    | X    | X    | X    | X    | X    |
| Boucles de la Mayenne            | 2.Pro    | o    | X    | X    | X    | X    | X    |
| Slovenien runt                   | 2.Pro    | o    | X    | X    | X    | X    | X    |
| Brussels Cycling Classic         | 1.Pro    | X    | X    | X    | X    | X    | X    |
| Dwars door het Hageland          | 1.Pro    | X    | X    | X    | X    | X    | X    |
| Mont Ventoux Dénivelé Challenges | 1.Pro    | —    | —    | —    | X    | o    | X    |
| Belgien runt                     | 2.Pro    | o    | X    | X    | X    | X    | X    |
| Tour of Qinghai Lake             | 2.Pro    | o    | —    | —    | X    | X    | X    |
| Tour de Wallonie                 | 2.Pro    | X    | X    | X    | X    | X    | X    |
| Vuelta a Burgos                  | 2.Pro    | X    | X    | X    | X    | X    | X    |
| Arctic Race of Norway            | 2.Pro    | o    | X    | X    | X    | X    | X    |
| Danmark rundt                    | 2.Pro    | o    | X    | X    | X    | X    | X    |
| Circuit Franco-Belge             | 1.Pro    | o    | X    | X    | X    | X    | X    |
| Tyskland runt                    | 2.Pro    | o    | X    | X    | X    | X    | X    |
| Maryland Cycling Classic         | 1.Pro    | o    | o    | X    | X    | X    | X    |
| Tour of Britain                  | 2.Pro    | o    | X    | X    | X    | X    | X    |
| GP Industria e Artigianato       | 1.Pro    | o    | X    | X    | X    | X    | X    |
| Coppa Sabatini                   | 1.Pro    | X    | X    | X    | X    | X    | X    |
| Grand Prix de Fourmies           | 1.Pro    | o    | X    | X    | X    | X    | X    |
| Grand Prix de Wallonie           | 1.Pro    | o    | X    | X    | X    | X    | X    |
| Tour de Luxembourg               | 2.Pro    | X    | X    | X    | X    | X    | X    |
| Super 8 Classic                  | 1.Pro    | o    | X    | X    | X    | X    | X    |
| Münsterland Giro                 | 1.Pro    | o    | X    | X    | X    | X    | X    |
| Giro dell'Emilia                 | 1.Pro    | X    | X    | X    | X    | X    | X    |
| Coppa Bernocchi                  | 1.Pro    | o    | X    | X    | X    | X    | X    |
| Tre Valli Varesine               | 1.Pro    | o    | X    | X    | X    | X    | X    |
| Gran Piemonte                    | 1.Pro    | X    | X    | X    | X    | X    | X    |
| Paris-Tours                      | 1.Pro    | X    | X    | X    | X    | X    | X    |
| Giro del Veneto                  | 1.Pro    | —    | —    | —    | X    | X    | X    |
| Japan Cup                        | 1.Pro    | o    | o    | X    | X    | X    | X    |
| Veneto Classic                   | 1.Pro    | —    | —    | —    | X    | X    | X    |
| Tour of Taihu Lake               | 2.Pro    | —    | —    | —    | X    | X    | —    |
| Tour de Langkawi                 | 2.Pro    | X    | o    | X    | X    | o    | —    |
| Tour of Hainan                   | 2.Pro    | o    | o    | o    | X    | o    | —    |
| Tour de La Provence              | 2.Pro    | X    | X    | X    | o    | —    | —    |
| Vuelta a San Juan                | 2.Pro    | X    | o    | o    | X    | —    | —    |
| ZLM Tour                         | 2.Pro    | o    | o    | X    | X    | —    | —    |
| Gran Trittico Lombardo           | 1.Pro    | X    | —    | —    | —    | —    | —    |

Teckenförklaring: X =  ingick  |  o =  ingick, men ställdes in  |  — =  ingick ej